# Horoušany
Horoušany (en allemand : Groß Horauschan) est une commune du district de Prague-Est, dans la région de Bohême-Centrale, en République tchèque. Sa population s'élevait à 1 538 habitants en 2020.

## Géographie
Horoušany se trouve à 3,5 km au nord d'Úvaly, à 10,5 km au sud-est de Brandýs nad Labem-Stará Boleslav et à 23 km à l'est du centre de Prague.
La commune est limitée par Nehvizdy au nord, par Vyšehořovice et Břežany II à l'est, par Tuklaty et Úvaly au sud, et par Jirny à l'ouest.

## Histoire
La première mention écrite de la localité date de 1238.

## Administration
La commune se compose de deux quartiers :
- Horoušánky
- Horoušany

## Transports
Par la route, Horoušany se trouve à 5,5 km d'Úvaly, à 12 km de Brandýs nad Labem-Stará Boleslav et à 29 km du centre de Prague.